# 斐氏擬白魚
斐氏擬白魚（学名：Alburnoides velioglui）為輻鰭魚綱鯉形目雅羅魚科擬白魚屬的其中一種，分布於亞洲土耳其幼發拉底河流域，體長可達8.8公分，棲息在水質清澈、礫石底質的溪流中底層水域，生活習性不明。

## 扩展阅读
維基物種上的相關：斐氏擬白魚